# Геруланка, Данута
Данута Геруланка (пол. Danuta Gierulanka, 4 марта 1909, Краков, Цислейтания — 29 апреля 1995) — польская педагог-математик, психолог, философ и переводчица. Она была связана с Романом Ингарденом и известна своими работами в области феноменологии и философии математики.

## Преподаватель математики
Данута Геруланка родилась в Кракове 30 июня 1909 года; её отец был государственным служащим. Она изучала математику в Ягеллонском университете с 1927 по 1932 год, получив степень магистра, защитив диссертацию по периодическим решениям дифференциальных уравнений, и осталась там ещё на год, чтобы получить преподавательскую степень. С 1933 по 1938 год работала учителем математики, естественных наук и философии в двух краковских гимназиях.

## Психолог
Геруланка вернулась в Ягеллонский университет в 1938 году в качестве студента-психолога, работая в лаборатории экспериментальной психологии у Владислава Генриха. Её обучение было прервано Второй мировой войной, во время которой она и её брат, физик Ежи Герула, преподавали тайно. В 1947 году она защитила докторскую диссертацию. Её диссертация «О постижении геометрических понятий» была опубликована в виде книги в 1958 году.
Геруланка осталась в Ягеллонском университете, а в 1953 году стала адъюнктом по математическому анализу в университете с планом написания докторской диссертации, сочетающей математический анализ с психологией. Однако этого не произошло, и в 1957 году она вернулась в Лабораторию экспериментальной психологии.

## Философ
В 1958 году Геруланка снова сменила сферу деятельности, став адъюнктом по философии. Она заинтересовалась работами Романа Ингардена по феноменологии и в 1962 году написала докторскую диссертацию по феноменологии математики «Вопрос о специфике математического познания», также опубликованную одновременно с книгой. Не сумев получить постоянную должность философа, она вернулась на должность психолога в Ягеллонском университете, откуда вышла на пенсию в 1971 году. Она умерла 29 апреля 1995 года в Кракове.
После хабилитации Геруланка стала одним из редакторов собрания сочинений Ингардена. Она также перевела на польский язык произведения Ингардена, Эдмунда Гуссерля и Эдит Штайн.